# Bernardieae
Bernardieae es una tribu de la subfamilia Acalyphoideae, perteneciente a la familia  Euphorbiaceae. Comprende 6 géneros. El género tipo es: Bernardia Mill.

## Géneros
- Adenophaedra
- Amyrea
- Bernardia
- Discocleidion
- Necepsia
- Paranecepsia